# Regiones de Costa de Marfil

## Regiones
Desde el año 2011 hay 31 regiones en Costa de Marfil (entre paréntesis se muestra el año de su creación):
1. Agnéby-Tiassa (2011)
2. Bafing (2000)
3. Bagoué (2011)
4. Bélier (2011)
5. Béré (2011)
6. Bounkani (2011)
7. Cavally (2011)
8. Folon (2011)
9. Gbêkê (2011)
10. Gbôklé (2011)
11. Gôh (2011)
12. Gontougo (2011)
13. Grands-Ponts (2011)
14. Guémon (2011)
15. Hambol (2011)
16. Haut-Sassandra (1997)
17. Iffou (2011)
18. Indénié-Djuablin (2011)
19. Kabadougou (2011)
20. La Mé (2011)
21. Lôh-Djiboua (2011)
22. Marahoué (1997)
23. Moronou (2012)
24. Nawa (2011)
25. N'Zi (2011)
26. Poro (2011)
27. San-Pédro (2011)
28. Sud-Comoé (1997)
29. Tchologo (2011)
30. Tonkpi (2011)
31. Worodougou (1997)

A. Abiyán
B. Yamoussoukro  (2011)

## Antiguas regiones (hasta 2011)
Costa de Marfil está dividida en 19 regiones:
1. Agnéby
2. Bafing
3. Bas-Sassandra
4. Denguélé
5. Dix-Huit Montagnes
6. Fromager
7. Haut-Sassandra
8. Lacs
9. Lagunes
10. Marahoué
11. Moyen-Cavally
12. Moyen-Comoé
13. N'zi-Comoé
14. Savanes
15. Sud-Bandama
16. Sud-Comoé
17. Vallée du Bandama
18. Worodougou
19. Zanzan

- Datos: Q851830
- Multimedia: Regions of Ivory Coast / Q851830